# Divān (Hafez)
Il Divān (in persiano دیوان) è un libro che contiene tutte le rimanenti poesie di Hafez. La maggior parte di queste poesie sono in persiano, ma ci sono alcune poesie in lingua maccheronica (in persiano e arabo ) e un ghazal completamente arabo. La parte più importante di questo Divān sono i ghazal. Anche poesie in altre forme come qetʿe, qasida, mathnawi e rubaʿi sono incluse nel Divān. Non ci sono prove che le poesie perdute di Hafez possano aver costituito la maggior parte della sua produzione poetica, e inoltre Hafez era molto famoso durante la sua vita. Quindi non può essere stato un poeta prolifico. Il numero di ghazal generalmente accettati è inferiore a 500: 495 ghazal nell'edizione Ghazvini e Ghani, 486 ghazal nella seconda edizione di Natel-Khanlari e 484 ghazal nell'edizione Sayeh.
Il Divān di Hafez fu probabilmente compilato per la prima volta dopo la sua morte da Mohammad Golandam . Tuttavia, alcuni rapporti non confermati indicano che Hafez pubblicò il suo Divān nel 1368/770 AH, il che significa che fu modificato più di vent'anni prima della sua morte. Ma non esiste una versione di questa versione. Ci sono diversi famosi manoscritti in Iran, Europa e altri luoghi che appartengono al secondo e terzo quarto del XIV secolo, da trenta a sessant'anni dopo la morte del poeta, e il più autorevole di loro sono meno di 500 ghazal. Le versioni successive contengono 600 ghazal e altro. Nel 1958, Parviz Natel-Khanlari pubblicò un manoscritto da circa 813 AH che contiene 152 ghazal in termini di buon testo. I manoscritti derivati, che talvolta descrivevano persiano, turco o urdu, continuarono nei successivi quattro secoli. Nella poesia di Hafez vengono usati 23 ritmi e 10 misuratori di prosodia.
Fino al 1988, traduzione di Divān o parte di esso in urdu, punjabi, sindhi, arabo, inglese in India e Pakistan, Divān e dei suoi estratti e arrangiamento di testi per cantare in inglese, francese, tedesco, russo, armeno, bulgaro, ceco, Cinese, danese, olandese, finlandese, greco, ungherese, italiano, latino, lituano, norvegese, polacco, portoghese, rumeno, serbo, svedese, spagnolo e turco si ottengono durante questi anni.
Secondo Yarshater, nessun poeta iraniano è stato così tanto analizzato, interpretato e interpretato. Nessun poeta persiano può trovare una tale combinazione di fertile immaginazione, espressione letteraria, la giusta scelta di parole ed espressioni di seta. Ha avuto un profondo effetto sul gruppo successivo di parolieri. Secondo esperti e catalogatori, durante i quattrocento anni di compilazione del Divān nell'ultimo decennio del XIV secolo fino alla sua pubblicazione a Calcutta nel 1791 AH / 1206 d.C., questo libro è stato scritto e copiato più di qualsiasi altro libro letterario lavoro. Il numero di manoscritti del Divān di Hafez è di circa 1700, che è sparsi non solo in Iran, ma anche nella regione geografica della lingua persiana e tra tutte le classi sociali e persino i governanti. In termini di numero di spettatori di lingua persiana, ha superato tutte le grandi opere della letteratura persiana. Ciò che è stato pubblicato dalle poesie di Hafez include raccolte incomplete, complete, non critiche e critiche, litografia, calligrafia, facsimile e tipografia . Almeno 300 copie stampate del Divān sono state citate dal 1988 e da allora ne sono state pubblicate altre. L'influenza di Hafez sulle vite degli iraniani può essere vista nella continuazione della popolarità delle sue poesie dalle generazioni precedenti ai giorni nostri e nell'uso di queste poesie nelle conversazioni quotidiane. Questa immortalità e popolarità ha causato una riflessione unica nella cultura e nell'arte dei parlanti persiani e si è riflessa nelle opere di molti calligrafi, pittori, tessitori di tappeti e artisti.